# Vergleichspräzision
Die Vergleichspräzision (auch Vergleichbarkeit oder Nachvollziehbarkeit) ist in der Messtechnik, besonders in der Analytischen Chemie, definiert als die Präzision unter Vergleichsbedingungen.
Die Vergleichbarkeit ist also das Maß der Übereinstimmung zwischen Ergebnissen von Messungen desselben Analyten in verschiedenen Teilproben einer Substanzmenge. Die Messungen werden unter wechselnden Bedingungen durchgeführt („Vergleichsbedingungen“), aber immer unter Anwendung desselben Verfahrens. Unterscheiden können sich z. B.:
- die benutzten Messinstrumente (ähnlichen Typs),
- die Orte oder Zeitpunkte der Messung,
- die Person, die die Messungen durchführt,
- die allgemeinen Versuchsbedingungen, solange das Verfahren gleich bleibt.

## Anwendung in der analytischen Chemie
Vergleichsbedingungen liegen in der Regel vor, wenn verschiedene Laboratorien Analysen mit dem gleichen Verfahren durchführen. Die Vergleichspräzision ist deshalb eine wichtige Größe bei Ringversuchen, an denen mehrere Laboratorien teilnehmen. Dabei wird eine Probe mit bekanntem Inhalt (z. B. ein Referenzmaterial) an die Laboratorien verschickt. Mit einem bestimmten, festgelegten Verfahren wird in jedem Labor eine festgelegte Messgröße analysiert. Die Laboratorien liefern einzelne Ergebnisse mit Angabe der Standardabweichung. Anhand der bekannten Werte der Messgröße im Probenmaterial kann bestimmt werden, welche Ergebnisse akzeptiert werden, und welche als falsch zurückgewiesen werden. Die Laboratorien, deren Ergebnisse akzeptiert werden, haben den Ringversuch bestanden.
Die Vergleichbarkeit (Vergleichspräzision) "x" der akzeptierten Ergebnisse (auf 95 % Konfidenzniveau) wird angegeben durch Multiplikation der Standardabweichung des Einzelergebnisses eines Labors mit dem Faktor 2.8.
Wenn zwei Laboratorien Teilproben derselben Probe untersuchen, und sich die Ergebnisse um einen höheren Betrag unterscheiden als die Vergleichspräzision x, dann muss die Qualität mindestens eines Ergebnisses in Frage gestellt werden. Ein Vergleich ist dann nicht zulässig (Vergleichbarkeit ist nicht gegeben). Es muss entweder das Verfahren verbessert werden, oder ein anderes Verfahren mit besserer Vergleichspräzision angewendet werden.
Siehe auch: Wiederholpräzision, Laborpräzision, Messsystemanalyse